# ОШ „Вук Караџић” Ниш
Основна школа „Вук Караџић” у Нишу је основана 1927. године.

## Историја
Основна школа „Вук Караџић” основана је 1. септембра 1927. године. Њен првенствени назив био је под именом ОШ „Црвени Крст“. Школске 1934/35. године добија име „Вук Караџић“ и ради са честим прекидима. Нормално наставља са радом 15. марта 1945. године.

## Лична карта школе
Основна школа је осмогодишња школа коју похађа oko 280. ученика распоређених у више одељења.
Школа поседује продужени боравак и фискултурну салу. Школа се налази у ширeм центру града у зони општине Црвени крст.
У непосредној близини су главна аутобуска станица, технички - електронски, машински и грађевински факултет, техничка и грађевинска школа, фабрика дувана компаније „Филип Морис“ и логор „Црвени крст“.
У близини школе је културно-историјски споменик Тврђава, зграда Ректората Универзитета у Нишу - Бановина и нишавски кеј.

## Настава школе
Поред наставне праксе и предмета у основној школи, школа пружа секцију за ђаке од првог до четвртог разреда под називом „Ритмичка секција“. Ритмичка секција у ОШ „Вук Караџић“ у Нишу ради успешно већ више од 17 година.
Рад у Ритмичкој секцији школе, израду кореографије и костимографије и обуку ученика у циљу обележавања школских манифестација, негују учитељице Верица Богданић и Вукица Миладиновић.
Велики број деце прошао је кроз ову секцију учећи да уз музику изрази естетску културу покрета у свим њеним облицима: лепо држање тела, оријентацију у простору, временско трајање, динамику, осећајност. Природни покрети, као што су различите форме ходања, трчања, поскока, скокова и сл. добијају естетску димензију и постају садржаји плесног изражавања деце у сложеним играма народног, друштвеног и уметничког плеса.
Учесници секције могу се похвалити бројним наступима, како на школским, тако и на ваншколским манифестацијама. Поменимо само неке: Луткарско позориште 1998, Народно позориште 1999, Учешће на Републичкој манифестацији ,,Notting Hill“ у Београду у оквиру сарадње са манифестацијама „Радост Европеи Дечија недеља. 2006 , Обележавање Дана школе, Светосавске приредбе...

## Активности школе
Школа пружа велики број активности како би ученици развили интересовање за литературу али и за узајамно дружење. Сваке године школа приређује сустрете, етно учионице, дан школе и угледне часове што из математике или енглеског језика.

### Активности
- Посета изложби "Ко је Малвина Хофман".
- Дечја недеља: Дечја недеља обележена је низом активности и ове године у нашој школи. Ученици су израђивали паное на тему Дечје недеље и организовано је такмичење за избор најлепшег паноа.
- Светски дан дан књиге и ауторских права.